# ドナカ・ライアン
ドナカ・ライアン（Donnacha Ryan、1983年12月11日 - ）は、アイルランドのラグビーユニオン指導者。

## プロフィール
- アイルランド・ニーナー出身[1]。
- 現役時代のポジションはロック(LO)、フランカー(FL)。
- 身長 201cm、体重 115kg
- アイルランド代表通算キャップ数は47でワールドカップ2011・2015のアイルランド代表に選ばれた[2]。

## 略歴
マンスターを経て、2017年、ラシン92に加入。 
2021年、現役を引退した。同年、ラ・ロシェルのアシスタントコーチに就任。